# Carl Eduard Adolph Gerstäcker
Carl Eduard Adolph Gerstäcker est un zoologiste allemand, né le 30 août 1828 à Berlin et mort le 20 juin 1895 à Greifswald.
Il étudie la médecine et l’histoire naturelle à Berlin et travaille, de 1857 à 1876 au musée de zoologie de Berlin (l'actuel musée d'histoire naturelle de Berlin). Il y exerce la fonction de professeur extraordinaire de zoologie en 1874 et, deux ans plus tard, il est professeur titulaire à l’université de Greifswald. En 1894, il devient privatdozent à l’institut agricole de Berlin.

## Liste partielle des publications
- 1858 : Monographie der Endomychiden
- 1863-1875 : avec Wilhelm Peters (1815-1883) et Julius Victor Carus (1823-1903), Handbuch der Zoologie (Leipzig)
- 1866-1893 : la partie Arthropoda dans Klassen und Ordnungen des Thierreichs (inachevé).